# Hemerobius solanensis
Hemerobius solanensis är en insektsart som beskrevs av Soumyendra Nath Ghosh 1976. Hemerobius solanensis ingår i släktet Hemerobius och familjen florsländor. Inga underarter finns listade i Catalogue of Life.